# 盈江守宫木
盈江守宫木（学名：Sauropus pierrei）为大戟科守宫木属下的一个种。